# Cristián Riquelme Piña
Cristián Alonso Riquelme Piña (Valparaíso, Chile, 14 de octubre de 2003) es un futbolista profesional chileno que se desempeña como lateral izquierdo y milita en Colo-Colo de la Primera División de Chile.

## Trayectoria
Oriundo de Valparaíso, hizo sus inferiores en Everton, donde llegó a los 13 años tras deslumbrar en un partido que enfrentó a la selección de Casablanca y la categoría sub-13 de los ruleteros. Formó parte del equipo sub-21 que obtuvo el campeonato de la categoría.
Debutó profesionalmente el 14 de noviembre de 2021 en el Estadio Sausalito contra Unión la Calera, en un partido donde Everton terminaría perdiendo 1-2, jugó 78 minutos y fue reemplazado por Matías Leiva. Luego de su debut River Plate se interesó en el joven lateral para su equipo juvenil, interés que no llevó a nada, ya que firmaría su primer contrato profesional con Everton el 25 de enero de 2022.

## Selección nacional

### Selecciones menores
Fue convocado a la selección chilena sub-17 con el técnico Hernán Caputto y participó en el Campeonato Sudamericano de Fútbol Sub-17 de 2019 disputado en Perú, en el cual jugó 9 partidos, todos de titular. Posteriormente sería convocado por Cristián Leiva para la Copa Mundial de Fútbol Sub-17 de 2019 con sede en Brasil, donde disputaría los 4 partidos de la selección.
En julio de 2022, fue nominado por la Selección de fútbol sub-20 de Chile liderada por Patricio Ormazábal, con miras al Sudamericano de 2023, para afrontar dos partidos amistosos ante su símil de Perú.

#### Participaciones en Sudamericanos
| Competencia                 | Sede | Resultado  | PJ | Goles |
| --------------------------- | ---- | ---------- | -- | ----- |
| Sudamericano Sub-17 de 2019 | Perú | Subcampeón | 9  | 0     |

#### Participaciones en Copas del Mundo
| Mundial                | Sede   | Resultado        | Partidos | Goles |
| ---------------------- | ------ | ---------------- | -------- | ----- |
| Mundial Sub-17 de 2019 | Brasil | Octavos de final | 4        | 0     |

## Estadísticas

### Clubes
| Club              | Div              | Temporada        | Liga  | Liga  | Copas nacionales | Copas nacionales | Torneos internacionales | Torneos internacionales | Total | Total |
| Club              | Div              | Temporada        | Part. | Goles | Part.            | Goles            | Part.                   | Goles                   | Part. | Goles |
| ----------------- | ---------------- | ---------------- | ----- | ----- | ---------------- | ---------------- | ----------------------- | ----------------------- | ----- | ----- |
| Everton · Chile   | 1.ª              | 2021             | 3     | 0     | —                | —                | —                       | —                       | 3     | 0     |
| Everton · Chile   | 1.ª              | 2022             | 7     | 0     | 2                | 0                | 3                       | 0                       | 12    | 0     |
| Everton · Chile   | 1.ª              | 2023             | 25    | 1     | 3                | 0                | —                       | —                       | 28    | 1     |
| Everton · Chile   | 1.ª              | 2024             | 12    | 0     | 5                | 0                | —                       | —                       | 17    | 0     |
| Everton · Chile   | Total club       | Total club       | 47    | 1     | 10               | 0                | 3                       | 0                       | 60    | 0     |
| Colo Colo · Chile | 1.ª              | 2024             | 3     | 0     | 2                | 0                | —                       | —                       | 5     | 0     |
| Colo Colo · Chile | Total club       | Total club       | 3     | 0     | 2                | 0                | 0                       | 0                       | 5     | 0     |
| Total en carrera  | Total en carrera | Total en carrera | 50    | 3     | 12               | 0                | 3                       | 0                       | 65    | 0     |
| 1. 2. 3.          |                  |                  |       |       |                  |                  |                         |                         |       |       |

### Selecciones
| Selección      | Temporada     | Amistosos | Amistosos | Sudamérica | Sudamérica | Mundial | Mundial | Total | Total |
| Selección      | Temporada     | Part.     | Goles     | Part.      | Goles      | Part.   | Goles   | Part. | Goles |
| -------------- | ------------- | --------- | --------- | ---------- | ---------- | ------- | ------- | ----- | ----- |
| Sub-17 · Chile | 2019          | —         | —         | 9          | 0          | 4       | 0       | 13    | 0     |
| Sub-17 · Chile | Total         | 0         | 0         | 9          | 0          | 4       | 0       | 13    | 0     |
| Total carrera  | Total carrera | 0         | 0         | 9          | 0          | 4       | 0       | 13    | 0     |
| 1. 2.          |               |           |           |            |            |         |         |       |       |

### Títulos nacionales
| Título             | Equipo    | País  | Año  |
| ------------------ | --------- | ----- | ---- |
| Primera División   | Colo-Colo | Chile | 2024 |
| Supercopa de Chile | Colo-Colo | Chile | 2024 |